# Estômago (filme)
Estômago é um filme brasileiro de 2007, do gênero drama, com produção da Zencrane Filmes, distribuição da Downtown Filmes e direção de Marcos Jorge. Em novembro de 2015 o filme entrou na lista feita pela Associação Brasileira de Críticos de Cinema (Abraccine) dos 100 melhores filmes brasileiros de todos os tempos.

## Sinopse
Raimundo Nonato (João Miguel) é um migrante nordestino que chega à cidade grande em busca de oportunidade. Aprende a profissão de cozinheiro, na qual se desenvolve e recebe uma melhor oportunidade de trabalho. Sua vida se complica ao se envolver com a prostituta Iria (Fabíula Nascimento). O filme se passa entre o tempo atual na cadeia e a vida de Nonato no restaurante.

## Elenco
- João Miguel como Raimundo Nonato (Alecrim)
- Fabiula Nascimento como Íria
- Babu Santana como Bujiú
- Carlo Briani como Giovanni
- Paulo Miklos como Etcetera
- Zeca Cenovicz como Zulmiro
- Jean Pierre Noher como Duque
- Andrea Fumagalli como Francesco
- Betina Belli como Dona da Pensão
- Luiz Brambila como Lambari
- Ed Canedo como Travesti
- Adriano Carvalhaes como Suely
- Altamar Cezar como Zé Português
- Syd Correa como Boquenga
- Rodrigo Ferrarini como Magrão
- Lilian Marchiori como Rita
- Pedro Moreira como Edson
- Helder Silva como Sequestro
- Marcel Szymanski como Valtão
- Tino Viana como Guentaí
- Marco Zenni como Vagnão

## Produção
Estômago foi todo gravado em Curitiba, utilizando diversas locais da capital paranaense, incluindo o centro da cidade, a Estação Rodoferroviária de Curitiba, o antigo Presídio do Ahú e o Bar Palácio.

## Principais prêmios e indicações
- Grande Prêmio Cinema Brasil - 2008

Melhor filme (prêmio do público)
Melhor diretor
Melhor roteiro original
Melhor ator coadjuvante (Babu Santana)
- Festival de Cinema do Rio de Janeiro, Brasil - 2007[4]

Melhor longa de ficção (voto popular)
Melhor ator (João Miguel)
Melhor diretor de ficção
Melhor roteiro original
Prêmio especial do júri (Babu Santana)
- International Film Festival Rotterdam, Holanda - 2008

Lions award
- Prêmio Contigo de Cinema, Brasil - 2008

Melhor atriz coadjuvante (Fabiula Nascimento)
- 17.º Festival de Cinema de Biarritz, França - 2008

Prêmio do júri
- 16.º Raindance Film Festival, Londres, Inglaterra - 2008

Melhor filme estrangeiro
- Festival Internacional de Cinema do Funchal, Portugal - 2008

Melhor filme (prêmio do público)
Melhor atriz coadjuvante(Fabiula Nascimento)
- Festival Internacional de Cinema de Punta del Este, Uruguai - 2008[5]

Melhor filme
Melhor ator (João Miguel)
- XI Muestra Internacional de Cine de Santo Domingo, República Dominicana - 2009

Prêmio de melhor obra-prima